# Анкијано (Лука)
Анкијано је насеље у Италији у округу Лука, региону Тоскана.
Према процени из 2011. у насељу је живело 293 становника. Насеље се налази на надморској висини од 86 м.